# تپه گورستان میتو
تپه قبرستان میتو مربوط به دوران پیش از تاریخ ایران باستان است و در شهرستان سقز، بخش مرکزی، روستای میتو واقع شده و این اثر در تاریخ ۱۰ دی ۱۳۸۱ با شمارهٔ ثبت ۶۸۴۶ به‌عنوان یکی از آثار ملی ایران به ثبت رسیده است.